# میگلاکاسیماخی
میگلاکاسیماخی (به لاتین: Miglakasimakhi) یک منطقهٔ مسکونی در روسیه است که در داغستان واقع شده‌است.